# Ясіня (курорт)
Ясіня — гірськолижний курорт в смт. Ясіня, що в Рахівському районі Закарпатської області, розташований на висоті 650 м над рівнем моря у підніжжі вершин Говерла, Петрос і Близниця, де зливаються кришталевочисті річки Лазещина і Чорна Тиса.
Підходить для початківців. Кататися можна з грудня до квітня. З Ясенів починається підйом на гірськолижний курорт Драгобрат.
Курорт має всього дві траси: на горі Костирівка (центр Ясенів), довжина 400 м, перепад висот 70 м та в урочищі Млаки (2,5 км від центру Ясенів), довжина 800 м, перепад висот 150 м.
Є 2 бугельні витяги. Один на горі Костирівка, довжина витяга 500 метрів, траса шириною 200 м.